# Synagoga Währing w Wiedniu
Synagoga Währing w Wiedniu (niem. Synagoge Währing in Wien) – nieistniejąca synagoga, która znajdowała się w Wiedniu, stolicy Austrii, przy Schopenhauerstraße 39.
Synagoga została zbudowana w latach 1888–1889 według projektu architekta Jakoba Moderna. Służyła żydowskiej społeczności zamieszkującej dzielnicę Währing. Podczas nocy kryształowej z 9 na 10 listopada 1938 roku bojówki hitlerowskie spaliły synagogę. Obecnie na jej miejscu znajduje się dom mieszkalny. Na ścianie jest umieszczona tablica pamiątkowa.

## Rabini synagogi
- Wilhelm Sor (1889–1903)
- David Feuchtwang (1903–1933)
- Artur Zacharias Schwarz (1933–1938)